# Leslie Johnson (cestista)
Leslie Shinell Johnson (Fort Wayne, 12 gennaio 1975) è un'ex cestista statunitense, professionista nella WNBA.

## Carriera
Nel 2019 è stata introdotta nella Indiana Basketball Hall of Fame.